# Hébécourt (Eure)
Pour les articles homonymes, voir Hébécourt.
Hébécourt est une commune française située dans le département de l'Eure en région Normandie.

## Géographie

### Localisation
Hébécourt est une commune de la partie orientale du département de l'Eure en région Normandie. Située à 121 mètres d'altitude, elle appartient à la région naturelle du Vexin normand et jouxte le département de l'Oise.

### Communes limitrophes
| Mainneville | Amécourt               | Amécourt            |
| Sancourt    | Hébécourt              |                     |
|             | Saint-Denis-le-Ferment | Bazincourt-sur-Epte |

### Hydrographie
La commune est située dans le bassin Seine-Normandie. Elle est drainée par la Levrière, le fossé 01 de la commune de Sancourt et la Lévrière,,.
La Levrière, d'une longueur de 24 km, prend sa source dans la commune de Bézu-la-Forêt et se jette  dans l'Epte à Neaufles-Saint-Martin, après avoir traversé huit communes.

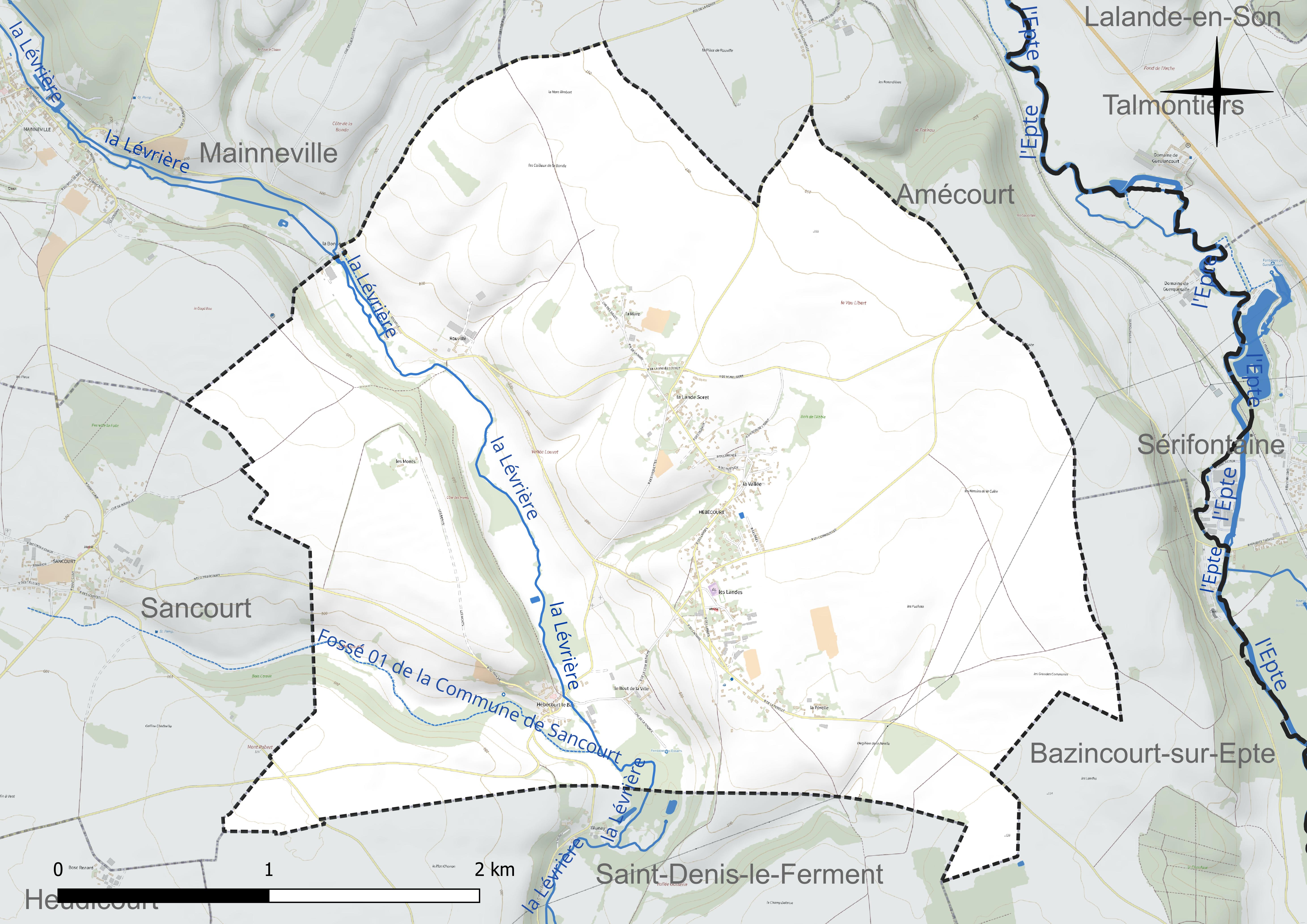
Réseau hydrographique d'Hébécourt.

### Climat
Pour des articles plus généraux, voir Climat de la Normandie et Climat de l'Eure.
En 2010, le climat de la commune est de type climat océanique dégradé des plaines du Centre et du Nord, selon une étude du CNRS s'appuyant sur une série de données couvrant la période 1971-2000. En 2020, Météo-France publie une typologie des climats de la France métropolitaine dans laquelle la commune est exposée à un climat océanique et est dans la région climatique  Sud-ouest du bassin Parisien, caractérisée par une faible pluviométrie, notamment au printemps (120 à 150 mm) et un hiver froid (3,5 °C). Parallèlement le GIEC normand, un groupe régional d’experts sur le climat, différencie quant à lui, dans une étude de 2020, trois grands types de climats pour la région Normandie, nuancés à une échelle plus fine par les facteurs géographiques locaux. La commune est, selon ce zonage, exposée à un « climat des plateaux abrités », correspondant aux plaines agricoles de l’Eure, avec une pluviométrie beaucoup plus faible que dans la plaine de Caen en raison du double effet d’abri provoqué par les collines du Bocage normand et par celles qui s’étendent sur un axe du Pays d'Auge au Perche.
Pour la période 1971-2000, la température annuelle moyenne est de 10,3 °C, avec  une amplitude thermique annuelle de 14,2 °C. Le cumul annuel moyen de précipitations est de 780 mm, avec 11,9 jours de précipitations en janvier et 8,3 jours en juillet. Pour la période 1991-2020, la température moyenne annuelle observée sur la station météorologique la plus proche, située sur la commune d'Étrépagny à 10 km à vol d'oiseau, est de 11,3 °C et le cumul annuel moyen de précipitations est de 774,0 mm,. Pour l'avenir, les paramètres climatiques de la commune estimés pour 2050 selon différents scénarios d’émission de gaz à effet de serre sont consultables sur un site dédié publié par Météo-France en novembre 2022.

## Urbanisme

### Typologie
Au 1er janvier 2024, Hébécourt est catégorisée commune rurale à habitat dispersé, selon la nouvelle grille communale de densité à 7 niveaux définie par l'Insee en 2022.
Elle est située hors unité urbaine. Par ailleurs la commune fait partie de l'aire d'attraction de Paris, dont elle est une commune de la couronne,. 

### Occupation des sols
L'occupation des sols de la commune, telle qu'elle ressort de la base de données européenne d’occupation biophysique des sols Corine Land Cover (CLC), est marquée par l'importance des territoires agricoles (88,9 % en 2018), en diminution par rapport à 1990 (89,8 %). La répartition détaillée en 2018 est la suivante : 
terres arables (69,8 %), prairies (12,6 %), zones agricoles hétérogènes (6,6 %), zones urbanisées (6,5 %), forêts (4,5 %). L'évolution de l’occupation des sols de la commune et de ses infrastructures peut être observée sur les différentes représentations cartographiques du territoire : la carte de Cassini (XVIIIe siècle), la carte d'état-major (1820-1866) et les cartes ou photos aériennes de l'IGN pour la période actuelle (1950 à aujourd'hui).

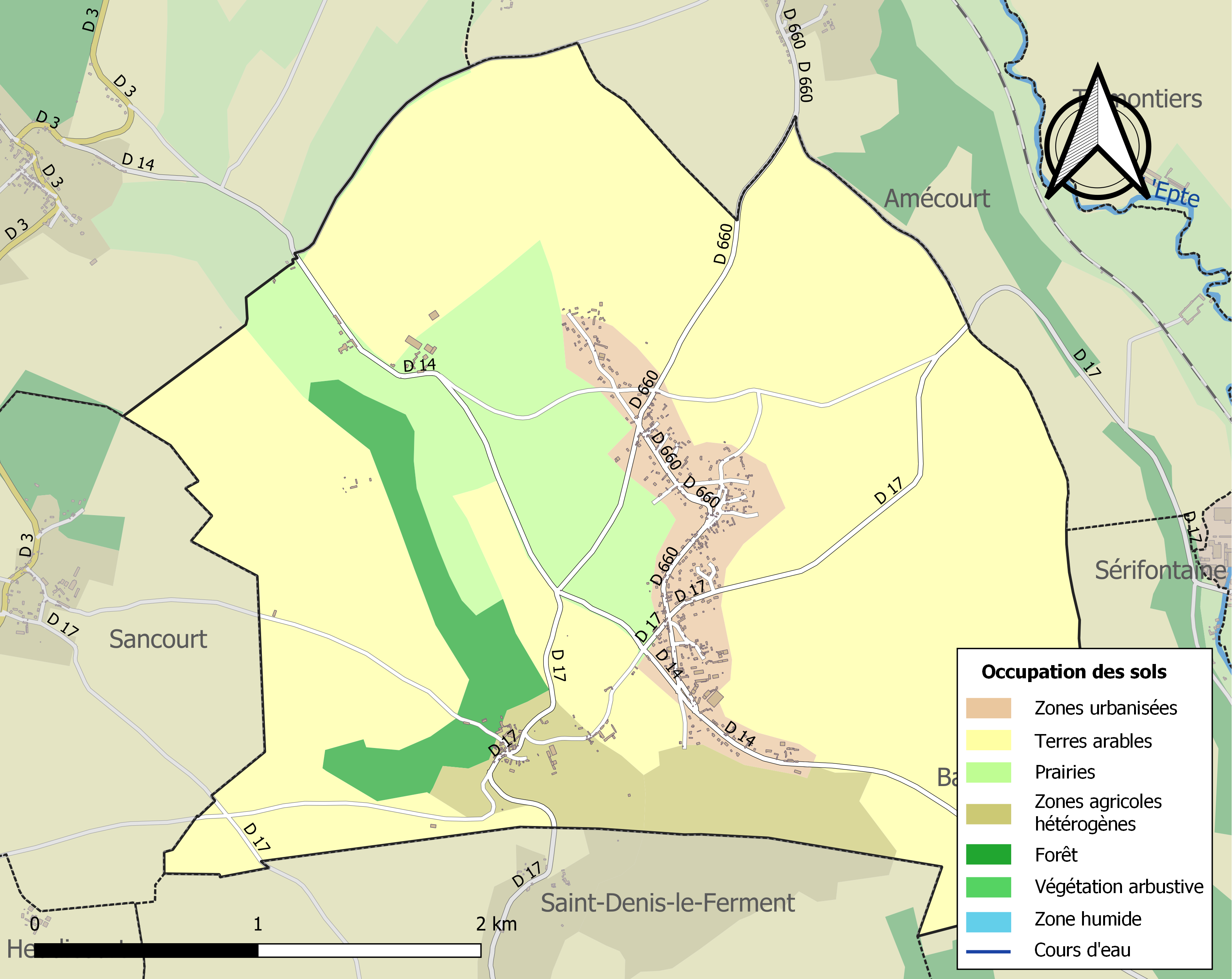
Carte des infrastructures et de l'occupation des sols de la commune en 2018 (CLC).

## Toponymie
Le nom de la localité est attesté sous les formes Hildbodi curtis en 862, Hilboucort entre 1028 et 1033, Herbercort en 1205, Herberti Curia en 1229 (archives nationales), Heberticuria en 1305, Herbercourt en 1308 (charte de Philippe le Bel), Hesbécourt en 1398 (ordonnance d’Hector de Chartres), Hébercourt en 1409 (cout. des forêts), Habescourt et Hebescourt en 1451 (Bibliothèque nationale).

## Histoire
Une des sept  «  villes de Bleu » qui avait le droit de faire paître les bêtes et prendre du bois dans « la forêt de Bleu », (partie de la Forêt domaniale de Lyons, qui s’étendait jadis jusqu’à l’actuel bois de Gisors, autrefois « Buisson Bleu »).

## Politique et administration
| Période                                  | Période                        | Identité            | Étiquette | Qualité                                                                                        |
| ---------------------------------------- | ------------------------------ | ------------------- | --------- | ---------------------------------------------------------------------------------------------- |
| Les données manquantes sont à compléter. |                                |                     |           |                                                                                                |
| 1842                                     |                                | Fr.-Vict. Chevalier |           |                                                                                                |
| Les données manquantes sont à compléter. |                                |                     |           |                                                                                                |
| mars 2001                                | En cours (au 1er octobre 2020) | François Letierce   | DVD       | Entrepreneur Vice-président de la CC du Vexin Normand (2017 → ) Réélu pour le mandat 2020-2026 |

## Démographie
L'évolution du nombre d'habitants est connue à travers les recensements de la population effectués dans la commune depuis 1793. Pour les communes de moins de 10 000 habitants, une enquête de recensement portant sur toute la population est réalisée tous les cinq ans, les populations de référence des années intermédiaires étant quant à elles estimées par interpolation ou extrapolation. Pour la commune, le premier recensement exhaustif entrant dans le cadre du nouveau dispositif a été réalisé en 2004.

En 2022, la commune comptait 634 habitants, en évolution de +11,23 % par rapport à 2016 (Eure : −0,25 %, France hors Mayotte : +2,11 %).
| 1793 | 1800 | 1806 | 1821 | 1831 | 1836 | 1841 | 1846 | 1851 |
| ---- | ---- | ---- | ---- | ---- | ---- | ---- | ---- | ---- |
| 480  | 438  | 504  | 510  | 530  | 552  | 544  | 550  | 654  |

| 1856 | 1861 | 1866 | 1872 | 1876 | 1881 | 1886 | 1891 | 1896 |
| ---- | ---- | ---- | ---- | ---- | ---- | ---- | ---- | ---- |
| 569  | 504  | 532  | 526  | 557  | 508  | 495  | 492  | 555  |

| 1901 | 1906 | 1911 | 1921 | 1926 | 1931 | 1936 | 1946 | 1954 |
| ---- | ---- | ---- | ---- | ---- | ---- | ---- | ---- | ---- |
| 539  | 547  | 545  | 509  | 462  | 384  | 403  | 380  | 374  |

| 1962 | 1968 | 1975 | 1982 | 1990 | 1999 | 2004 | 2006 | 2009 |
| ---- | ---- | ---- | ---- | ---- | ---- | ---- | ---- | ---- |
| 346  | 281  | 280  | 351  | 448  | 500  | 560  | 552  | 591  |

| 2014 | 2019 | 2022 | - | - | - | - | - | - |
| ---- | ---- | ---- | - | - | - | - | - | - |
| 579  | 617  | 634  | - | - | - | - | - | - |

## Culture locale et patrimoine

### Lieux et monuments
- Église Saint-Laurent,  Inscrit MH (1927)[25].

### Patrimoine naturel
ZNIEFF de type 2
- La haute vallée de la Lévrière[26].

### Héraldique
| Armes de Hébécourt | Les armes de Hébécourt se blasonnent ainsi : Coupé: au 1er parti au I de gueules à deux léopards d'or, armés et lampassés d'azur, l'un au-dessus de l'autre, au II d'azur semé de fleurs de lis d'or à la bande componée d'argent et de gueules, au 2e d'argent à la lettre capitale H d'azur accolée à senestre d'une feuille de hêtre du même. Les deux léopards d'or sur champ de gueules rappellent les armes de la Normandie. |

### Personnalités liées à la commune
- Pierre Joseph Toussaint Gallye de Perdeville, curé d'Hébécourt, victime de la Révolution[27],[28], qui mourut au grand hospice d'Humanité le 20 fructidor an III (6 septembre 1795).
- Abbé Hébert, curé de Saint-Laurent, y meurt le 10 novembre 1870 sous les coups des uhlans.